# Рощиб'юк Михайло Іванович
Миха́йло Іва́нович Рощиб'ю́к (12 березня 1903 — 20 січня 1972, Коломия) — майстер художньої кераміки, член Спіли радянстких художників України.

## Життєпис
Навчався гончарній майстерності у Федора Кахнікевича (який і сина Василя теж виростив знаним гончарем), тоді ж там вчився і Григорій Цвілик — він із дружиною Павлиною Цвілик теж все життя присвятив гончарній справі.
Разом з дружиною, Рощиб'юк Ганною Йосипівною, у 1957 році організували керамічний цех — при Косівській фабриці художніх виробів ім. Т. Шевченка; 1966 подружжя переїхало до Коломиї.
Виробляв таку декоративну кераміку: вази, глечики, дзбанки, макітри, миски, питтєві набори, дитячі іграшки-свистунці, тарілки.
Учасник виставок в Коломиї — 1960, Москві — 1958.
Подружжя брало участь у численних обласних та міських виставках.
Їхні твори зберігаються в музеях України, так, у Національному музеї Гуцульщини та Покуття ім. Й. Кобринського зберігається 85 їхніх творів, в Одеському художньому музеї — 3 твора.
Був ініціатором — разом з Михайлом Яковичем Волощуком створення керамічних цехів на фабриках «Килимарка» в Кутах та ім. Т. Г. Шевченка у Косові.

## У мистецтві
Живописний портрет майстра у 1971 році написав художник Петро Сахро.